# Ruth Madoc
Ruth Madoc, nata Margaret Ruth Llewellyn Baker (Norwich, 16 aprile 1943 – Torquay, 9 dicembre 2022) è stata un'attrice britannica.

## Biografia
Nata e cresciuta a Norwich, da George Baker e Iris Williams, entrambi operanti nel settore sanitario, il padre amministratore e la madre infermiera, studiò recitazione alla Royal Academy of Dramatic Art. Ottenne il successo negli anni ottanta, interpretando la protagonista Gladys Pugh nella serie televisiva Hi-de-Hi!, per cui ottenne una candidatura al BAFTA.
Molto attiva anche in campo teatrale, recitò in classici shakespeariani come La dodicesima notte (Regent's Park Open Air Theatre, 1985) e musical come 42nd Street a Bath (2001) e The Phantom of the Opera, in cui ha interpretato il ruolo di Madame Giry durante una tournée asiatica nel 1992.
Nel dicembre 2022 cadde durante le prove di una pantomima natalizia e morì in seguito a complicazioni intervenute dopo l'intervento all'età di 79 anni.

## Vita privata
Fu sposata con Philip Madoc dal 1961 al divorzio nel 1981 e la coppia ebbe due figli; successivamente si risposò con John Jackson nel 1982 e la coppia rimase insieme fino alla morte dell'uomo nel 2021.

## Filmografia parziale

### Cinema
- Il violinista sul tetto (Fiddler on the Roof), regia di Norman Jewison (1971)
- Under Milk Wood, regia di Andrew Sinclair (1972)
- Il principe e il povero (The Prince and the Pauper), regia di Richard Fleischer (1977)

### Televisione
- Hi-de-Hi! - serie TV, 58 episodi (1980-1988)
- Little Britain - serie TV, 6 episodi (2004-2006)
- Doctors - serie TV, 2 episodi (2014-2018)
- Casualty - serie TV, 2 episodi (2016-2019)
- Beyond Paradise – serie TV, episodio 1x02 (2023)